# Reginald Pole
Reginald Pole (3. března 1500 Stourton Castle, Staffordshire – 17. listopadu 1558 Londýn) byl anglický římskokatolický kardinál a poslední římskokatolický arcibiskup v Canterbury, který zastával tento úřad v letech 1556-1558 v období protireformace. 

## Život
V roce 1542 byl Reginald Pole jmenován jedním ze tří papežských legátů pověřených vedením Tridentského koncilu. Během konkláve v letech 1549–1550, které následovalo po smrti papeže Pavla III. v roce 1549, získal Pole v jednu chvíli 26 z potřebných 28 hlasů k tomu, aby byl zvolen papežem. Jeho osobní přesvědčení, že ospravedlnění přichází pouze skrze víru a nikoli skrze skutky, mu způsobilo problémy na Tridentském koncilu a během konkláve vedlo k obviněním z hereze a skrytého luteránství. Thomas Hoby, který se tehdy nacházel v Římě, aby byl během konkláve přítomen ve městě, zaznamenal, že Pole nebyl zvolen „kvůli zásahu kardinála z Ferrary, jenž přesvědčil mnohé francouzské kardinály, že kardinál Pole je nejen zastánce císaře, ale navíc i skutečný luterán.“
Byl oblíbencem a rádcem anglické královny Marie Tudorovny, společně s níž prosazoval pronásledování protestantů, kromě jiných také  svého předchůdce, canterburského arcibiskupa Thomase Cranmera. Královna Marie a kardinál Pole zemřeli v tentýž den.